# Ned Ward

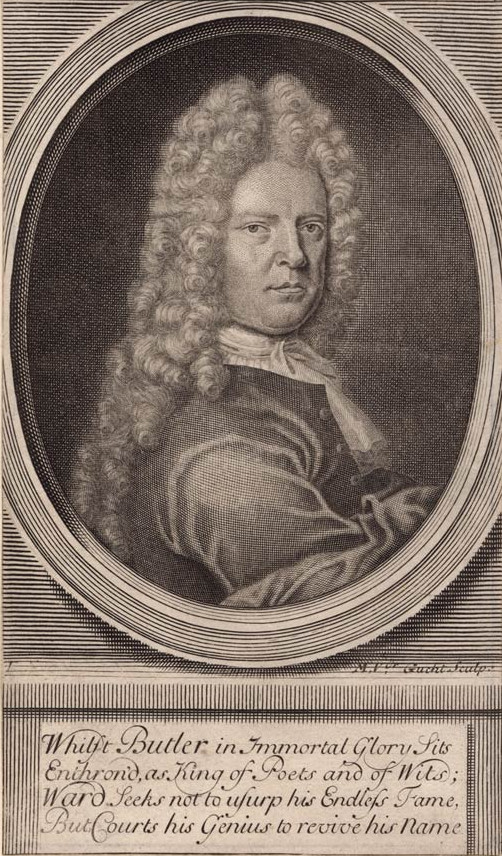
Ned Ward, 1731

Ned Ward (también conocido como Edward Ward) (Oxfordshire, 1660 o 1667 - 20 de junio de 1731) fue un escritor satírico británico.
Su obra más famosa es The London Spy (El espía de Londres), que se publicó a lo largo de dieciocho meses, empezando en noviembre de 1698. Se publicó por vez primera en forma de libro en 1703.
- Datos: Q552894
- Multimedia: Ned Ward / Q552894